# David Settle Reid

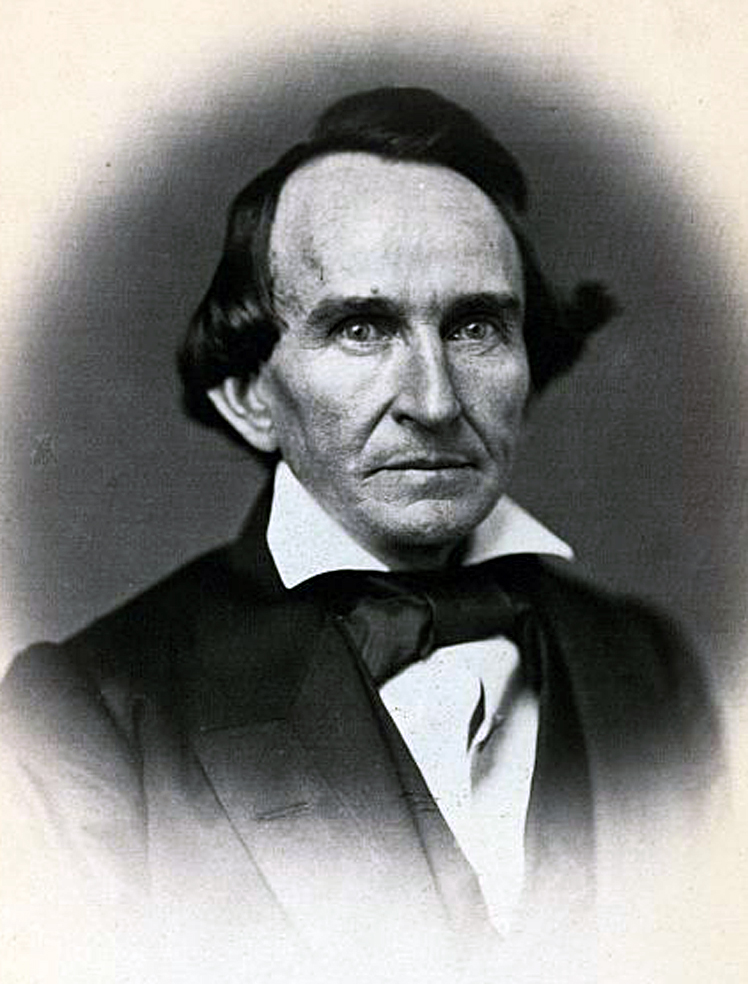
David Settle Reid (1859)

David Settle Reid (* 19. April 1813 im Rockingham County, North Carolina; † 19. Juni 1891 ebenda) war ein US-amerikanischer Politiker und der 32. Gouverneur von North Carolina. Diesen Bundesstaat vertrat er außerdem in beiden Kammern des Kongresses.

## Frühe Jahre und politischer Aufstieg
David Reid besuchte die örtlichen Schulen seiner Heimat. Anschließend studierte er Jura und wurde 1833 als Anwalt zugelassen. Ein Jahr später begann er in Wentworth als Anwalt zu praktizieren.
Von 1835 bis 1842 war der Demokrat Reid Abgeordneter im Repräsentantenhaus von North Carolina. Zwischen 1843 und 1847 vertrat er seinen Staat im US-Repräsentantenhaus in Washington. Seine Partei nominierte ihn 1848 für die Gouverneurswahlen; dabei unterlag er allerdings knapp dem Whig Charles Manly, der 854 Stimmen mehr erhielt.

## Gouverneur von North Carolina
Zwei Jahre später schaffte er es jedoch, Manly mit knapp 2900 Stimmen Abstand zu schlagen und selbst zum Gouverneur gewählt zu werden; 1852 wurde er in diesem Amt von den Wählern bestätigt. Seine Amtszeit begann am 1. Januar 1851 und endete am 5. Dezember 1854. Das wichtigste Ereignis seiner Amtszeit war die Annahme des von US-Senator Henry Clay im Jahr 1850 erarbeiteten Kompromisses von 1850 durch North Carolina. Der Kompromiss entspannte für kurze Zeit die politischen Gegensätze zwischen den Nord- und Südstaaten. Reid setzte sich für einen weiteren Ausbau des Bildungswesens in seinem Staat ein und befürwortete eine Wahlrechtsreform, die aber parlamentarisch nicht umgesetzt wurde. Im Dezember 1854 wurde er vom Repräsentantenhaus in den US-Senat entsandt. Aus diesem Grund trat er am 5. Dezember als Gouverneur zurück.

## Weiterer Lebensweg
Zwischen 1854 und 1859 saß Reid als Senator im Kongress. Im Jahr 1861 war er Delegierter auf einer Friedenskonferenz in Washington, die den Bürgerkrieg in letzter Minute verhindern sollte. Nach dem Scheitern der Konferenz war er auf dem Kongress in North Carolina, auf dem die Sezession beschlossen wurde. In den folgenden Jahren war er als Rechtsanwalt tätig. Politisch trat er nur noch einmal im Jahr 1875 in Erscheinung, als er Delegierter auf einem Kongress zur Überarbeitung der Verfassung von North Carolina war.
David Reid starb im Jahr 1891. Er war mit Henrietta Settle verheiratet, das Paar hatte drei Kinder.